# 城鎮戰
城鎮戰又称為城市战（urban warfare）、巷战（street battle），是指以城市、集鎮甚至是更大的都會區等人口密度较高、建筑物和街道较多的聚居地作為主要場所来进行的戰鬥，是現代戰爭的一种重要形式。
在18世紀以前，因为城墙尚且具有物理阻拦陆军通过的防御效用，軍隊多以占据城郊乡村来包圍并切断城鎮交通的方式進行作戰，因此通常就把當時直接用步兵和攻城武器對城鎮发起的攻擊行動稱作攻城戰（siege warfare）。但隨著火器的普及以及打击力越来越强的火炮開始投入戰場，城牆逐渐失去了大多数過去能有效协助防禦的功效。而且随着19世纪末期以来世界各地城市蔓延的趋势越来越大，有效控制能影响整个地区的基础设施（特别是现有的码头、机场、铁路站/转运站、桥梁、电厂和水厂）和当地重要的行政机构对进攻和防守双方的战略必要性都急剧增加，而这些设施许多都位于人口稠密的城镇附近甚至就在城镇内部，军队也因此必须要能够确保清除指定城区甚至单个街区内任何能够制造威胁的敌对力量。到了今日，城鎮戰多被視為一種特殊的軍事行動，原因在於今日城鎮戰得面對更加複雜的城市地形與建築，以及更多的一般平民。城鎮戰往往使得進攻方得付出較為昂貴的代價來占領該座城鎮；而對於防守方來說，則往往在作戰中擁有了一定的優勢（如基地地點、補給來源等），這種情況特別是在攻守兩方軍事實力懸殊時會更加的明顯。
一般軍事人員在遭遇城鎮戰時，大多時候會因房屋的配置無法立刻得到己方軍隊或裝甲車輛的掩護，而對方軍事人員和一般民眾又可能十分難以分別。除了可能遭遇穿著平民服裝的敵方士兵外，還包括有民兵、黑社會等這些單純想保衛自己家園，而提起自己的武器（也有可能是政府提供）襲擊入侵軍隊的民眾們。在許多資料交流和長程武器大範圍使用的現代戰爭中，城鎮戰卻不同於大部分典型且位在寬闊處的軍事行動，它反而讓敵我雙方的距離快速拉近，雙方皆只能在極短的距離接觸交火。
城鎮戰被歸屬於複雜的三維空間戰鬥模式，軍隊時常因為建築物、強化過的掩蔽物等阻隔视线，只能擁有极其有限的視野以及火力發揮空間。而熟悉戰場的敵軍卻可能在掩蔽物甚至是地下基礎設施（如地鐵或下水道）中躲藏， 並以放置陷阱、爆裂物或者是安排狙擊手的方式，消減對方的實力。

## 軍事術語

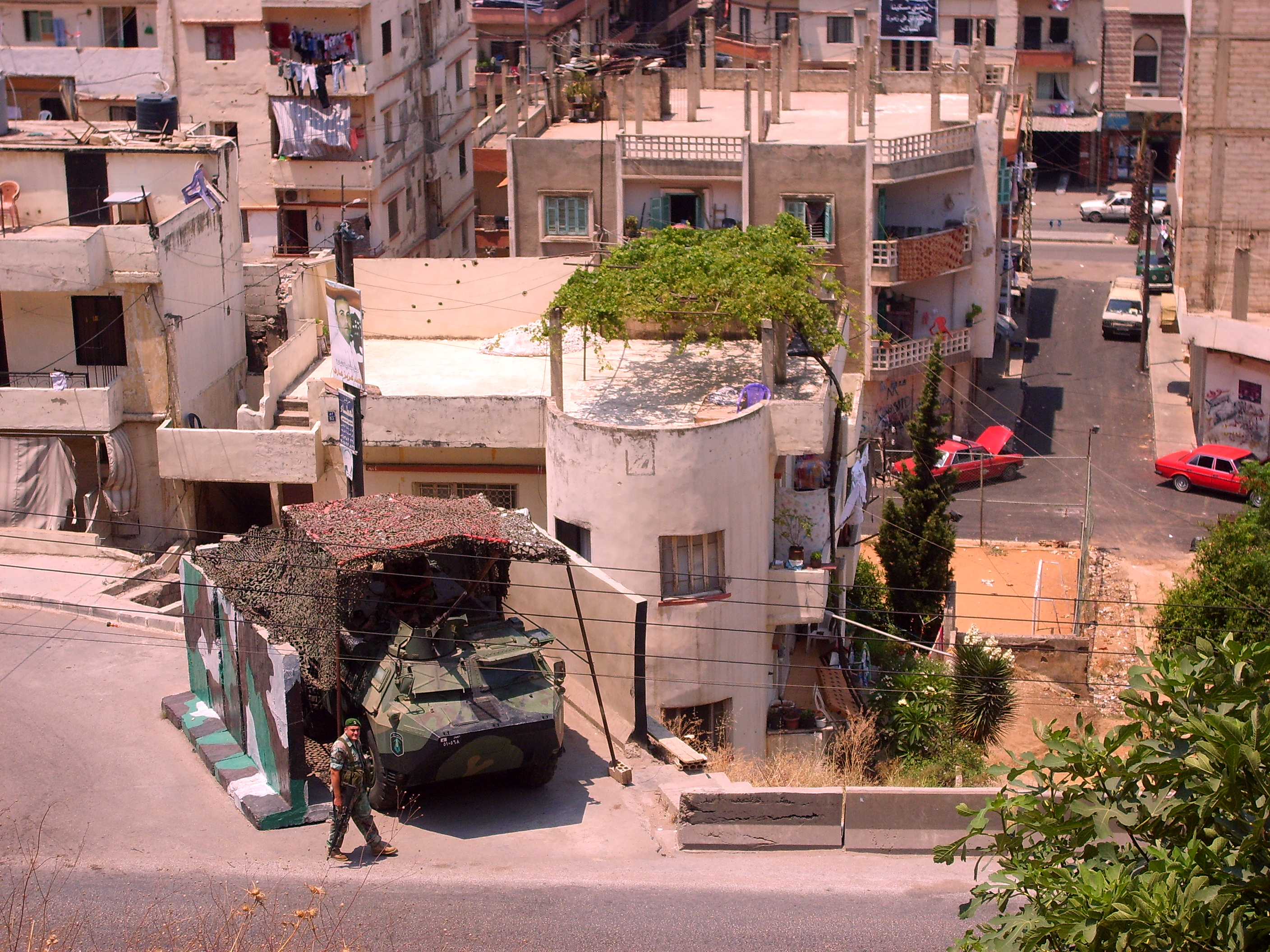
黎巴嫩陸軍的巷戰裝甲車掩體

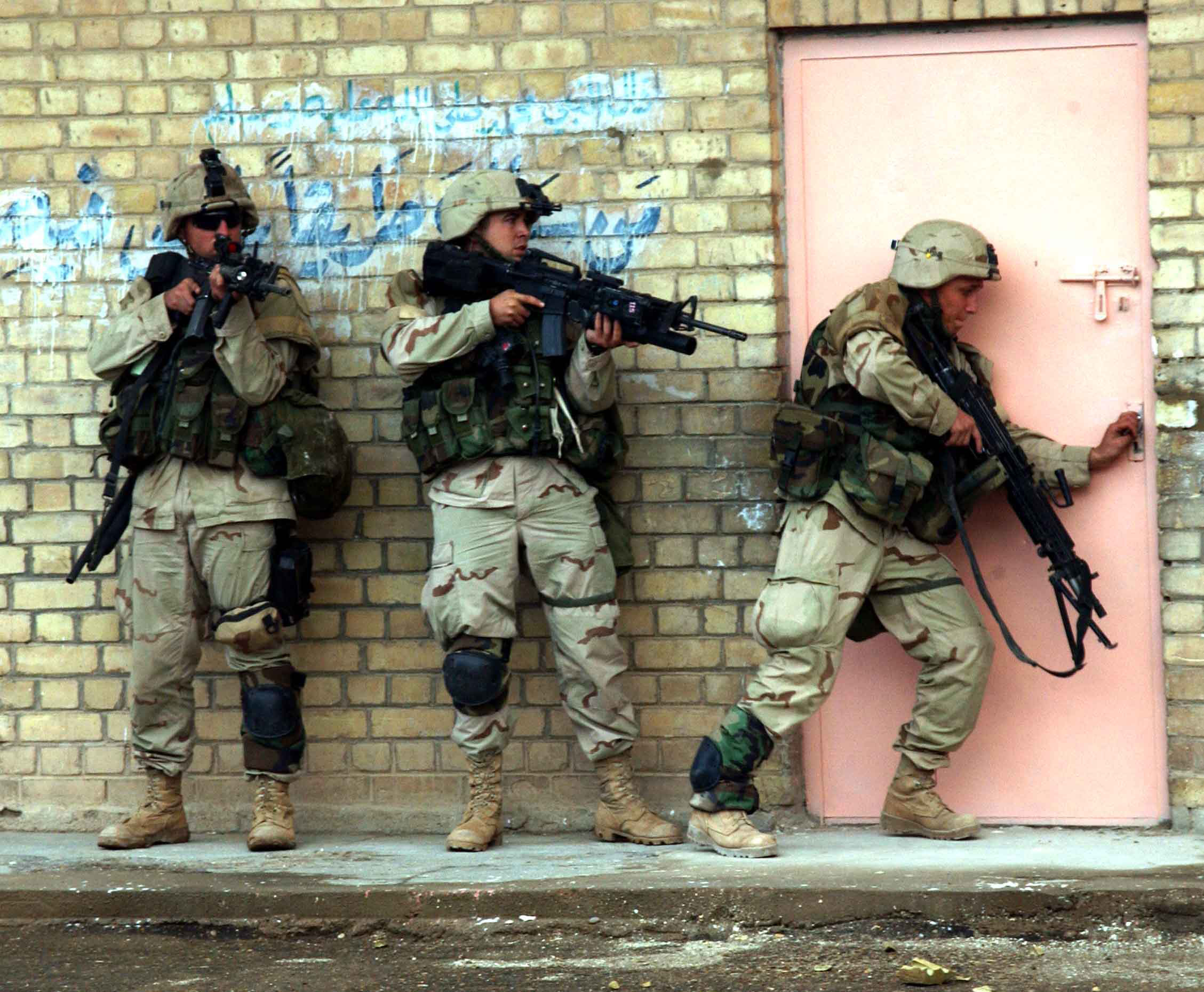
美國陸軍第一騎兵師士兵正在掃蕩位在伊拉克費盧傑一棟廢墟房屋，攝於2004年11月12日。

早期在美國軍事術語中，以MOUT（Military Operations in Urban Terrain）來稱呼城鎮戰。之後，美軍改採較短的UO（Urban Operations）稱呼，不過MOUT仍然有持續採用。英國軍隊對城鎮戰的正式術語為OBUA（Operations in Built-Up Areas）和FIBUA（Fighting in Built-Up Areas），不過一般士兵大多用俗稱的FISH（Fighting In Someone's House）或FISH and CHIPS（Fighting In Someone's House and Causing Havoc In People's Streets）。 除了一般專指城鎮戰的術語外，英美兩軍還同時採用了另一術語 ─ FOFO（Fighting in Fortified Objectives），這是指在經歷城鎮戰後擊破包括敵方碉堡、戰壕、要塞等，且將敵軍人員完全清除並清除障礙物、地雷區，成功於過去敵方占有地處建立了我方灘頭堡。
以色列國防軍則將城鎮戰的代號為לש"ב（發音近似於LASHAB），這在希伯來語中為「在城鎮地形中戰鬥」之意。其中，לש"ב對於城鎮戰包含了許多範圍，從大規模的軍事戰術行動（包括利用重型裝甲運兵車、裝甲推土機、無人偵察機等）到個別作戰部隊的室內近距離戰鬥培訓等。以色列自1982年的第五次中東戰爭中，於貝魯特的陸陸續續的衝突了解到城鎮戰對其的重要性；以色列國防軍在近幾年參與多次城鎮戰役且累積了大量的經驗，並持續加以發展相關戰術和武器的使用。到了2000年爆發的阿克薩群眾起義中，以色列憑藉著它對城鎮戰豐富的經驗，決定派遣軍隊進駐巴勒斯坦人的城市、村莊和難民營中。直至今日，以色列國防軍擁有一系列龐大且先進的相關設施單位，用來訓練士兵更加熟悉城鎮戰的戰術。

## 歷史

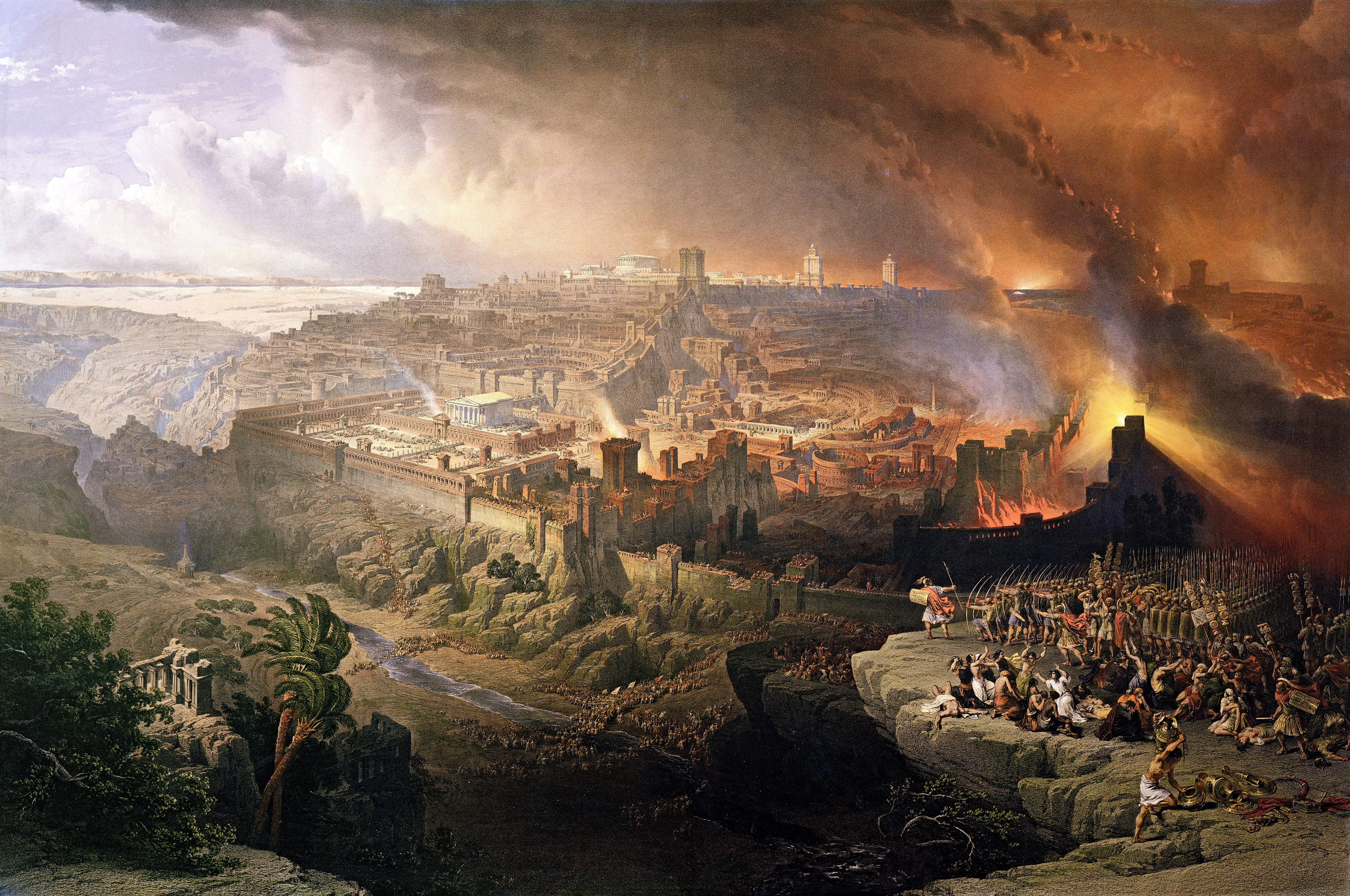
《羅馬人提圖斯帶兵圍困且破壞耶路撒冷》，蘇格蘭畫家大衛·羅伯茨於1850年參考了猶太戰爭的故事情節所繪。

早在西元前500年時，中國軍事家孫武便提出攻陷城市的困難，以及其他相關的理論。他在《孫子兵法》中指出若不得已開戰，最好選在自己熟悉的地形，以逸待勞最佳；其次是在平地上一對一的決戰，最下才是攻城。 但儘管有「兵聖」稱呼的孫武這般說道，在中國之後的歷史中攻城戰仍是時常發生。
歐洲早期的城鎮戰，則在古希臘歷史學家修昔底德引述伯羅奔尼撒戰爭而寫的《伯羅奔尼撒戰爭史》有所描述。在當時大多是採圍城的方式逼使對方投降，較少在人群聚集的城鎮內發生戰鬥。如果有城鎮內的戰鬥，也多是武力鎮壓人民組織性地反抗為主——譬如於66年到70年的猶太戰爭中，羅馬皇帝尼祿便曾派兵鎮壓耶路撒冷的起義平民。
之後在歐洲的城鎮戰，又以中世紀時期的攻城戰最為興盛。很早以前，人們就已經知道為城鎮蓋建城牆的好處：一來領主可以於城門設關卡強制徵收過路費，再則領主只需要擁有少數軍隊，就能有效抵禦試圖侵犯的大軍。這些於四周興建防禦措施的城鎮，往往能讓防守方占有一定的優勢，並使攻城戰成為一個十分艱辛的戰鬥過程。不過到了15世紀，這樣的防守優勢因為以火炮为代表的热兵器投入戰場的緣故而瓦解。

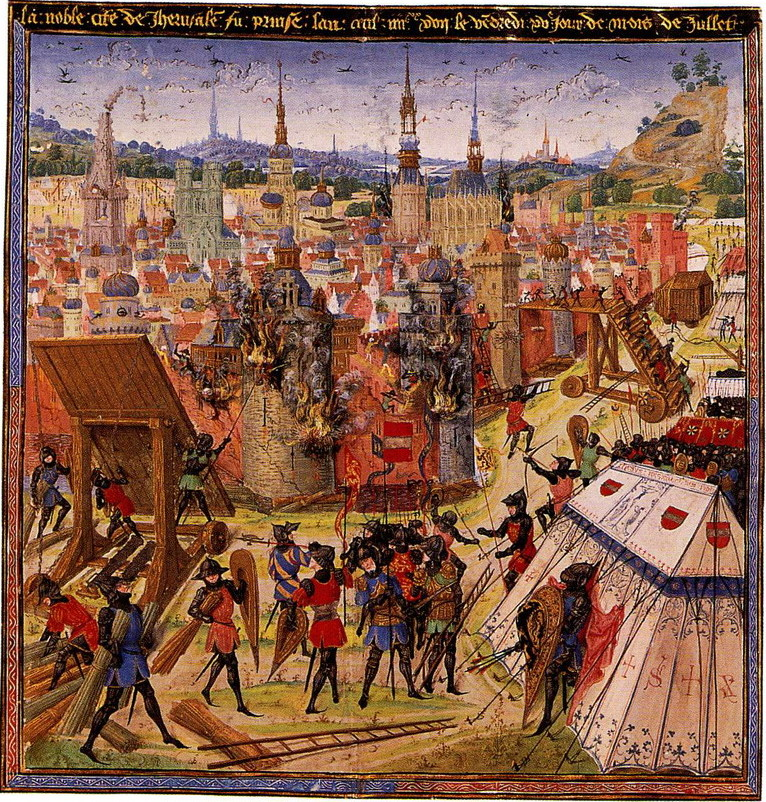
1099年第一次十字軍東征時被圍困的耶路撒冷，出自於中世紀畫家之手。

火炮的出現使得攻城戰變得更加迅速，整座城鎮被突然占領的例子屢見不鮮。如1597年，西班牙成功以計謀占領了法國亞眠。當時西班牙軍隊假扮成農民，故意在該城鎮的門口製造騷動，隨後趁亂突襲城鎮並占領了港口。另一個例子是在1702年，奧地利軍隊藉由通往義大利克雷莫納的高架渠，快速攻入該城並占領之。
在過去，時常見到攻城軍隊攻破城鎮時，對平民強行掠奪及殺害。特別是若在攻城階段耗時許久，因不再受紀律控制或者是出於對敵人的仇恨的影響，最後會在攻入城鎮後進行毫無人性的燒殺擄掠，如三十年戰爭中的馬德堡之役。1631年3月，信奉天主教的神聖羅馬帝國軍隊突襲了馬德堡，但是兩個月的圍城導致神聖羅馬帝國軍隊內糧食不足，因而逼使指揮官下達了最後一次突擊的指令。在兩個小時的激戰後，神聖羅馬帝國終於成功攻占了整座馬德堡，且於該城強行徵收糧食並製造了大屠殺。在這場耗時三天的「馬德堡洗劫」中，約20000到40000名的居民被殺害，整座城市也被大火焚燒，夷為平地。到戰事結束後，這座幾乎全被摧毀的城市裏僅剩下了約400名的人口。
由於在火炮的威力下，城牆早已毫無意義；戰場也從城鎮外圍的「攻城戰」，轉變為城鎮內的「城鎮戰」。因為以火炮逐一摧毀建築是毫無意義的，使得城鎮戰無可避免。隨著建築材料的發展，許多新型且現代化的城鎮建築改以更加堅固的材料建造。最後，這些建築使得攻入的士兵如同在一座擁有數百個防禦措施的城鎮中戰鬥，且守軍又往往能透過交錯火力來相互掩護，嚴重削减了攻擊的力量。

## 城鎮戰情況

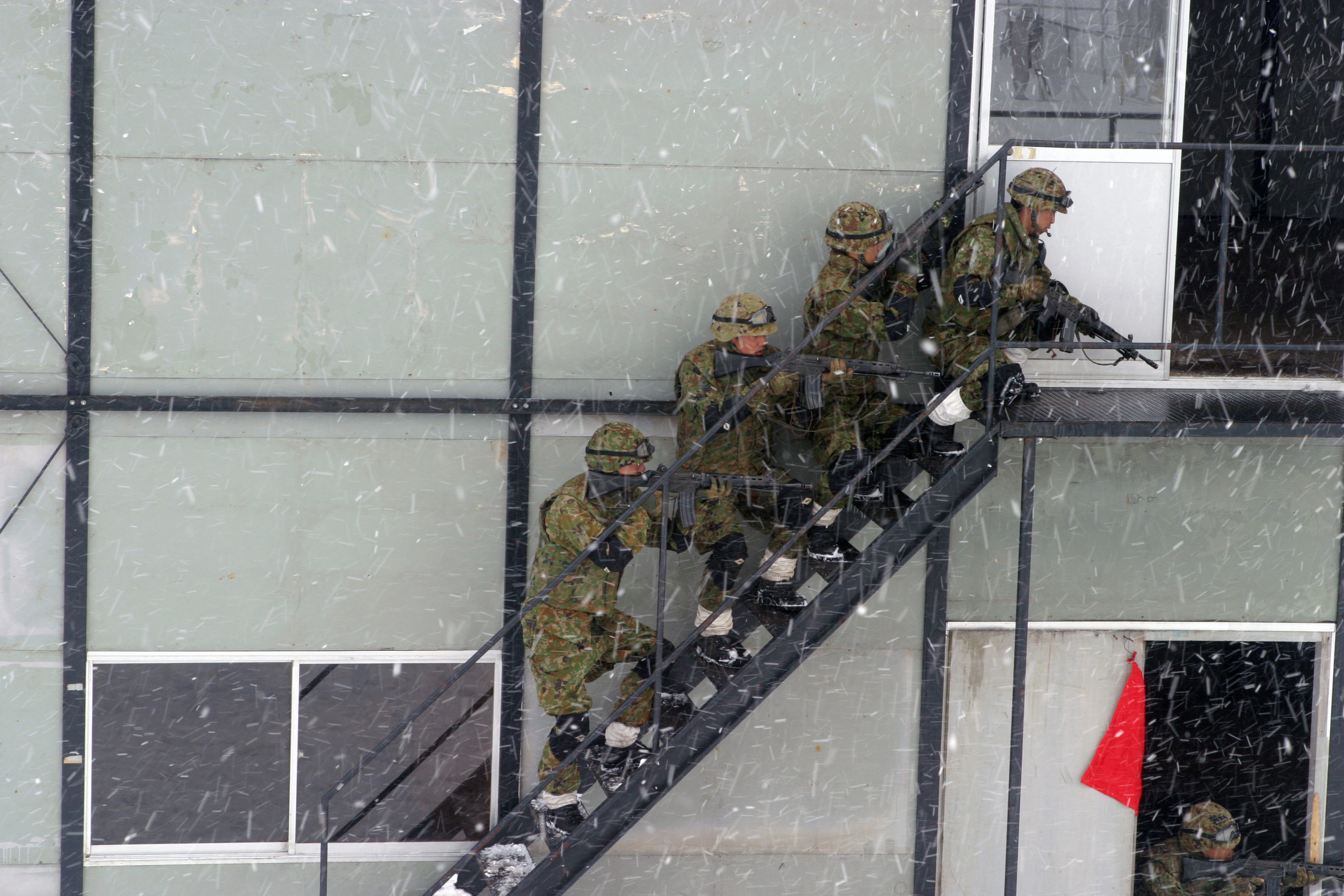
复杂的建筑物结构常常成为战斗的额外阻碍。圖為身穿迷彩服2型的日本陸上自衛隊陸上自衛隊第20普通科連隊隊員手持89式步槍，進行著城鎮戰訓練，攝於2004年2月9日日本自衛隊與美國海軍陸戰隊於日本仙台的軍事演習。

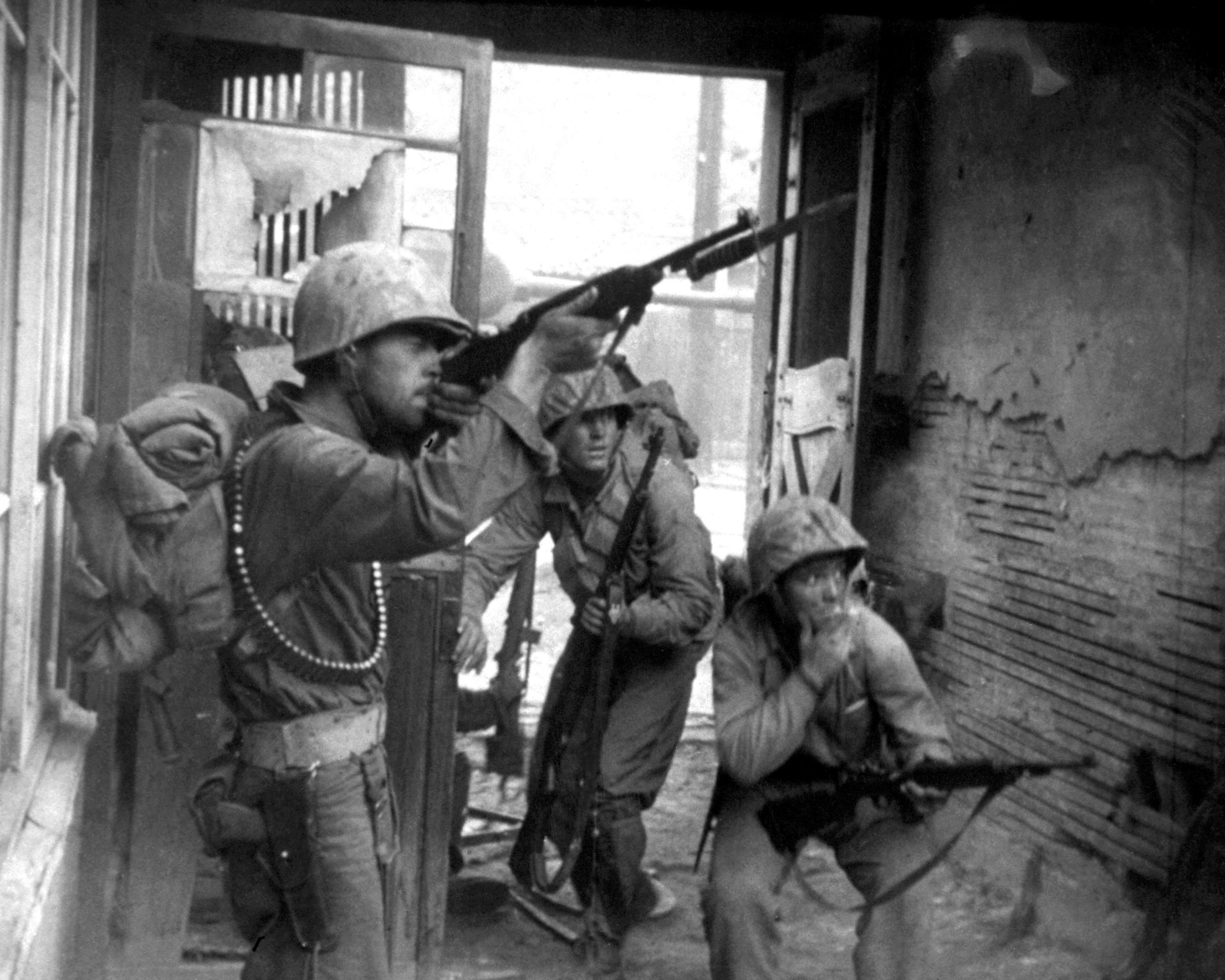
韓戰時的聯合國軍士兵在漢城（今首爾）的巷弄間展開逐屋爭奪戰。攝於1950年9月末的第二次漢城戰役期間。

在第二次世界大戰時，對於城鎮的軍事行動往往先依靠大量的火炮攻擊，以及包括地面攻擊機、戰鬥機、重型轟炸機的近距離空中支援。而在一些戰役中，特別是如同在史達林格勒戰役和華沙起義的惡劣環境下，為了能夠速戰速決，往往是不論後果的大規模攻擊形式，來企圖瓦解對方反抗的意識。
然而當軍隊正在面對城鎮戰時，往往在敵方占領處仍有重重的戰術應用限制。例如，如何有效殲滅敵人並保護無辜百姓便成了嚴肅的課題。如在加拿大軍隊於二次世界大戰時的奧托納戰役和格羅寧根戰役中，就以避免火炮使用的方式來減低市民的傷亡和避免破壞建築物。 而在1945年美軍反攻菲律賓馬尼拉時，指揮官麥克阿瑟將軍最初也禁止空襲和炮轟，以保護平民的生命。不過在如同史達林格勒戰役和柏林戰役的情況下，兩支軍隊皆發覺要完全撤出平民是不切實的想法。 此外，也有非主動撤出平民而僅以警告的方式要求撤離，如在1999年第二次車臣戰爭的格羅茲尼之戰中，俄軍決定使用大量火炮以進攻車臣共和國的首都格羅茲尼，並在炮擊前警告平民人士趕快離開該城。
為了保護平民的生命財產，軍隊受到許多戰爭法的限制，只能在戰術有其軍事必要性時才得闖入早已被確認有平民居住的地區。 到了1970年代時，城鎮戰被沿用國際習慣法的海牙第4公約《陸戰法規和慣例公約》條文（特別是從第25條到第26條）所規範著；而在日內瓦公約的第一附加議定書《1949年8月12日日內瓦四公約關於保護國際性武裝衝突受難者的附加議定書》以及第二附加議定書《1949年8月12日日內瓦四公約關於保護非國際性武裝衝突受難者的附加議定書》中也有明確的規範。

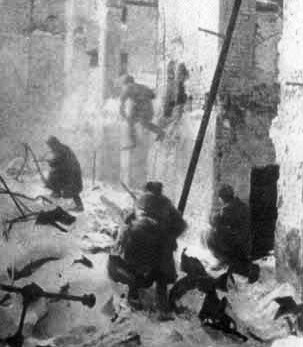
史達林格勒戰役中的街頭戰鬥交火。

城鎮戰無論在戰略與戰術上都與一般開闊地戰場不同，城鎮內有著許多居民及各式各樣的建築物。部隊往往難以從居民中辨識出何人為戰鬥人員或游擊隊，且也難在三維空間中輕易辨識出敵方襲擊的方位。 而在反擊這種關鍵時刻時，儘管有較為技術優良的士兵仍難以有效地發揮優勢火力。換句話來說，城鎮戰可為對方防衛實力較弱得戰鬥人員或游擊隊帶來些許的優勢，他們可單純藉由伏擊的方式來殲滅部隊，逼使攻入方得投入更多的人力於該城鎮中。但儘管有大量的軍力進駐，地面部隊在面對城市建築佈局仍不得不分散成各自獨立單位進行作戰，且多僅能以步兵的輕型火力交戰，大大限制了軍隊原本的戰鬥力。而由於空間有限，短距離的交火甚至肉搏時常發生，這也造就了巷戰的死傷。最後，城鎮戰極有可能造成進攻部隊長期身陷其中作戰的；而對於防守部隊來說，這是拖緩敵方快速進攻的有效方式，如遏止二戰德軍以不停移動進行機動戰的閃擊戰戰術。

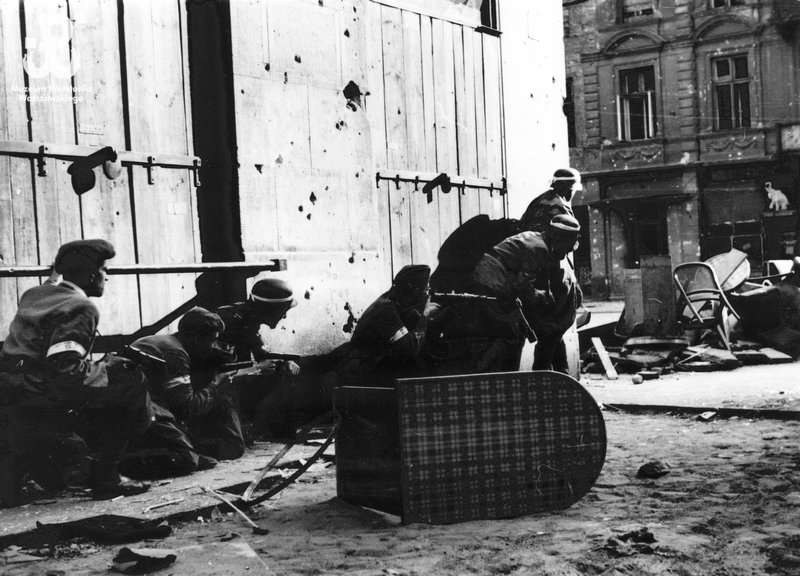
波蘭地下軍士兵準備越過街道發動攻擊，攝於1944年華沙起義時的波蘭華沙市中心。

在城鎮戰中，建築物林立限制了部隊觀測範圍；這也對裝甲部隊的活動也構成限制和威脅，裝甲部隊可能面臨突然的襲擊且動彈不得，無法反擊。不同的建築物以及公共設施（如地鐵、欄杆、公園）也意味部隊將會大幅降低其活動能力，就算移動也有更高的危險性潛伏著。相對的，城鎮戰對防守者而言，則擁有很多良好的隱蔽掩蔽空間（如地下道、下水道、地鐵等地下設施）及火力發揚範圍，也更容易佈署爆裂物、陷阱、地雷以及狙擊手。守軍守備的方式極多，如利用沙包及鐵絲網強化窗戶，在各入口處安裝各式陷阱，甚至於各房屋地下室挖出一條秘密通道，以在地面戰火猛烈地時候能安全地支援友軍或撤退。而對於狙擊手來說，城鎮戰極適合他們進行觀察、狙殺以及撤退。不過就條件來說，防守部隊同樣必須面對城鎮戰中各種致命點。如由於圍困和雙方不斷在城鎮內的交火，城市設施往往會被破壞、運輸受阻，屆時無論是軍隊和平民都將面臨補給和物資缺乏的困難。  

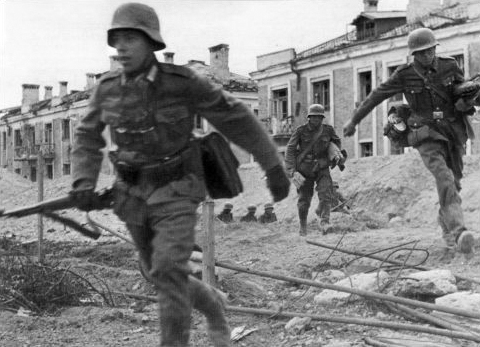
德意志國防軍的士兵在史達林格勒的街道上快速移動，在經歷1942年史達林格勒戰役後該城鎮成了一片廢墟。戰爭最後結果為第6軍團司令弗里德里希·包路斯，於1943年1月31日正式向蘇聯紅軍投降。

城鎮戰也使火砲和空襲的地毯式轟炸作用相對降低，在面對建築林立、目標不清晰、不精準的轟炸時，不但可能會造成平民傷亡，更有可能傷及友軍。而經過大量轟炸的城市，儘管其鋼筋混凝土的建築將會因猛烈轟炸而摧毀，但並無法完全「湮滅」這種建築物；相反的，倒塌的建築和廢墟可能會讓己方軍隊無法順利地前進移動，並提供更多掩護給敵方。如在史達林格勒戰役中，蘇聯紅軍要求盡量長時間地在所有地段堅守，以掩護工廠持續生產兵器並撤至戰線更後方處，因此大量戰鬥在每一個廢墟、街道、工廠、住宅、地下室及樓梯間進行。而轟炸也難以摧毀位於地下或者戒備森嚴的建築結構，包括碉堡和公營事業的隧道等處，而這些也往往是雙方極力占領處。如在1944年布達佩斯圍城戰中便於下水道處爆發激烈衝突，因為身為軸心國的德國軍隊和蘇聯軍隊皆是以此來行動的。
因此，試圖攻占該城鎮的軍隊，其在戰術運用上並無許多選擇。通常軍隊是以一個排的兵力進入戰場，並於行動中分成個小隊交互掩護行動。他們得試圖組織一個強勁的防守火力，且士兵應要能善用槍炮火力、炸藥以及近身格鬥等技巧。而當部隊遇到一個極為空曠的場地時，往往不會直接強行通過，而是利用炸藥於牆上製作連接的通道。但這過程往往是極為緩慢且昂貴的，原因是一隊的士兵並不能攜帶很多的彈藥及炸藥，但這些昂貴的東西又往往是在掃蕩未知情況的房屋所需的。如果可能的話，軍隊往往還得一一掃蕩所有的建築物，這從上到下徹底的搜查也會浪費許多時間。

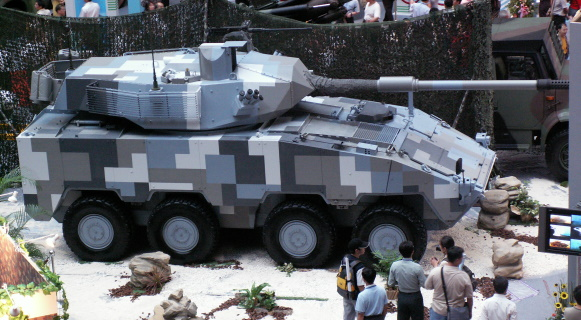
台灣的中華民國憲兵配備的105公釐低膛壓戰車砲構型雲豹裝甲車，外表漆有都市數位迷彩。

當正在移動的軍隊遭守軍埋伏時，敵人的猛烈進攻往往會逼使巡邏隊趕緊尋找遮蔽物；但之後的反擊僅能壓制敵方火力的出現，對於殲滅躲在房屋內的守軍往往效果不佳，因此得另外派小隊進入該棟建築並殲滅之，通常這類突擊小隊是由3到4人所組成。當小隊從門口或窗戶成功進入房屋時，必須一個房間一個房間的掃蕩。在攻入房間時，往往會先投擲一顆閃光彈，在爆炸後立刻進入房間準備交戰，接著在回報給小隊。
在占領一個陌生的城市時，要完全掌握是十分困難的。因此進攻部隊往往得優先確保主要幹道周遭的建築物，以及其他為在城市的重點建築。對於有居民居住處，大多採將其撤離並封鎖該處。而重點建築包括能確保控制人民的行政大樓，以及掌握民生需求等的設施，包括有醫院、宗教與文化機構。自來水廠、變電廠、各式發電廠以及重工業廠區等。
但即使是在今日強調聯合兵種作戰的時代，城鎮戰仍對其有不利之處。因為負責聯絡的無線電，在城鎮中往往會被建築物阻擋其電磁波的傳送，這對重視資訊交流的聯合作戰極為不利。相對的，防守方的各部隊仍有一定程度的聯繫方式，他們可利用現有的通信網路，甚至自行架設有線的野戰電話。這種狀況在第二次世界大戰盟軍進逼德國時便曾發生過，盟軍在相互聯絡上便顯得極為薄弱。相對的，德軍利用其原本的連絡線路和電話線，仍能頑強地抵抗。

## 城鎮戰戰術

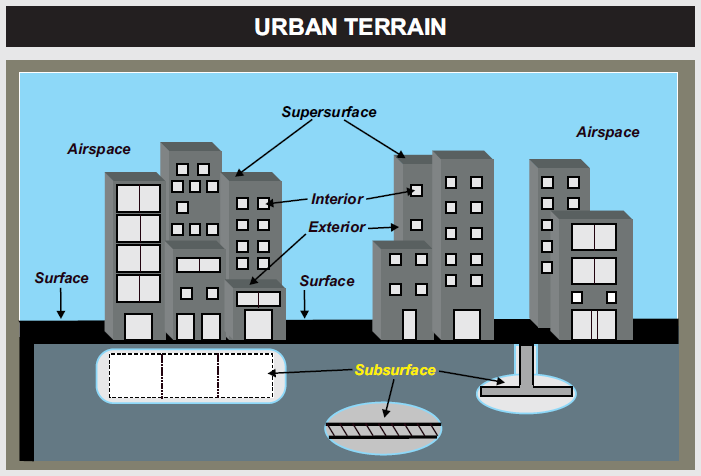
城鎮戰因城鎮地形被嚴格的限制著。

在城鎮戰中，士兵所遇到的地形是多樣化的，包括了高樓大廈、狹窄小巷、污水排道，甚至是城市軌道交通系統等多樣建築設施。這些皆可讓原本駐守此處並知悉此地的軍隊擁有一定的優勢，因為單單從軍用地圖並無法提供城鎮戰所需的完整資料，如房屋內部的佈局以及周遭的小徑等不會於一般的地圖中出現。
城鎮中擁有極佳視野的建築，往往在城鎮戰中便提供狙擊手埋伏處；而在小巷或因佈滿瓦礫而難以通行的街道上，也非常適合放置陷阱以及爆裂物。而駐守於此的軍隊也可藉由尚未發現的地下通道，對敵對的隊伍埋伏突擊。而對於進行城鎮作戰的進攻方部隊來說，其本身防守能力將會比身在其他戰場還低的多，這除了是因為軍隊被迫只能走固定且開放的街道外，還有無法預測的伏擊和可利用的隱密通道也是一大主因；而當挨家挨戶的進行掃蕩時，除了房屋內未知的敵人外，士兵們還得暴露於街頭上，這些都為參與城鎮戰的軍隊帶來許多風險。

### 蒙特雷戰役
蒙特雷戰役是美軍第一次遭遇到的重大城鎮戰。1846年9月，美國陸軍在扎卡里·泰勒的帶領下決定進軍蒙特雷鎮；但在這之前，美軍並沒有做過與城鎮戰有關的訓練。相對的，墨西哥軍隊下達指令要士兵躲在屋頂，或者是於隱密的射孔來殲滅敵軍；他們並將火炮移至城鎮中央，以有效提供各處火力支援。同時，由於蒙特雷鎮的建築多以厚實的土磚蓋成，輔以堅牢的門與數個窗戶；更甚者，平台式屋頂還有約兩英尺的牆足夠提供墨西哥士兵掩蔽。這些建築對於美軍來說，可說是一棟棟的的堡壘。
1846年9月21日，美國軍隊透過城鎮的街道試圖攻占這城鎮，這其中包括剛從西點軍校畢業的學生以及受過一定訓練的士兵。但是他們仍被墨西哥軍隊的火力下被迫停下腳步，墨西哥士兵躲在厚牆旁、槍孔後，或者是屋頂上強力反擊。儘管美軍仍企圖在大街上迅速移動且反擊，但持續且激烈的火力逼使得他們在附近的建築物動彈不得。泰勒之後試圖將火砲往前推往該鎮，但由於不能保證擊中隱藏的墨西哥軍隊，甚至有誤傷友軍的可能，而放棄了這一計畫，美軍最後放棄這次攻勢。兩天後，美軍兵分兩路再次襲擊這座城市，並改用另一種「獨特的」方法。
在此之前，由於不想重蹈覆轍，威廉·J·沃思採納了德克薩斯顧問們的意見。這些顧問在美墨戰爭前便有城鎮戰的經驗，如在1835年的貝克薩爾之役以及1842年的邁爾之役等。這些顧問相信美軍需要從一棟房屋到另一棟房屋的通道，來與墨西哥軍隊近距離交戰，他們並戲稱這通道為「老鼠洞」。
沃思的部隊開始利用鎬頭在房屋跟房屋的牆壁處挖出通道，以殲滅屋內以及屋頂上的墨西哥軍隊；或者是直接利用梯子，爬至屋頂解決埋伏的敵軍，並於屋頂上快速移動。一支典型的隊伍會有一位負責拿著鋤的士兵，在火力的戒護下設法在房屋與房屋間挖出通道。而當牆壁即將碎裂時，3到4名士兵會拿著左輪手槍預備可能出現的室內槍戰。透過這一新的戰術，美軍在僅損失數人的情況下成攻占領蒙特雷鎮。

### 柏林市戰役

遭盟軍轟炸的德國國會大廈，1945年6月3日由蘇聯軍隊拍攝。

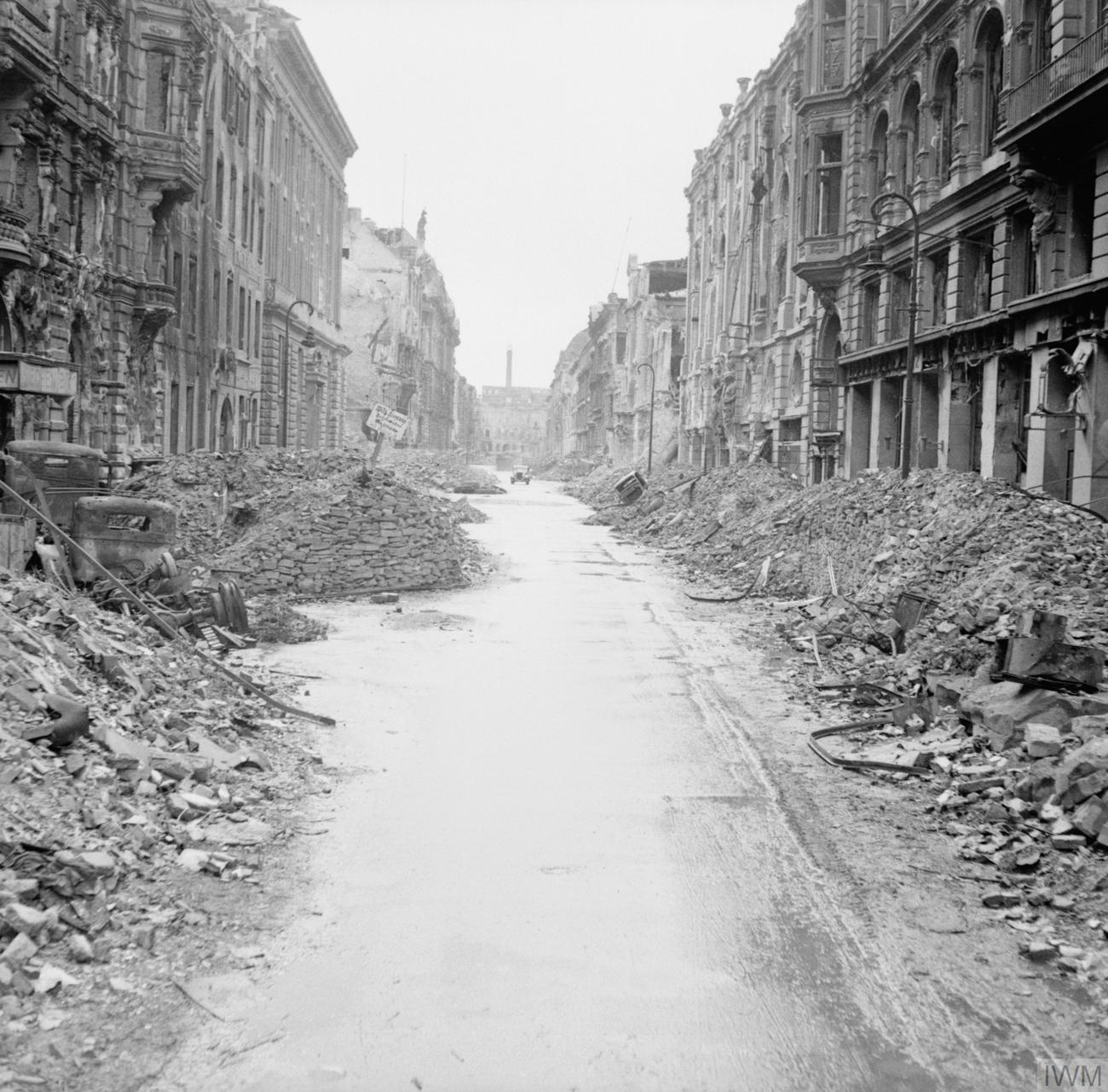
遭破壞的德國柏林市中心街道，攝於1945年7月3日。

二次世界大戰時，蘇聯的作戰群是一個約八十人且混合各式武器的作戰單位；其下的突擊隊則由6至8名的士兵組成，並緊密與蘇聯軍隊的野戰炮相互支援著。透過這些戰術單位，蘇聯能夠有效挨家挨戶的戰鬥，並從史達林格勒戰役到柏林市戰役持續使用這一戰術，且更加精進之。
在柏林市區各處，大都擁由寬直的街區大道與數條下水道，以及公園和鐵路調車場等。大部分地區地區極為平坦，只有如十字山地區有高約66公尺的低矮小丘。當時市區建築多為19世紀下半葉建築的公寓大廈，因法律規定而沒有設置電梯，而房屋也因此僅五層樓高，公寓周遭則由庭院所包圍。
正如蘇聯軍隊在陸陸續續的戰役中學到了許多關於城鎮戰的戰術，德國軍隊也於此有了一些心得。如武裝黨衛隊不再單純於街道的角落架設臨時路障，因為這些路障在開放且筆直的街道上，僅能提供單調且無效率的火力射擊。相反地，德國軍隊把狙擊手和機槍架設在上部樓層和屋頂處，這也是因為蘇聯的坦克並無法抬高槍管反擊。德軍只需手持反坦克榴彈發射器Panzerfaust於面對街道的窗口伏擊，往往能成功擊毀經過的敵軍戰車。而這些戰術，也很快被希特勒青年團和第一次世界大戰老兵組成的國民突擊隊所採納。
為了對抗這種戰術，蘇聯軍隊要求軍隊善用戰車炮塔的附屬機槍或自行攜帶的衝鋒槍，對準可能的窗戶以及門射擊，但這時車輛便不能行進過快。也意味著蘇聯軍隊只有在遭德軍攻擊後，才能有效進行反制。另一種解決方案是依靠重榴彈砲（多為152毫米或203毫米）事先對開放性的重點建築物射擊，透過爆炸為蘇聯士兵提供掩護，並利用高射炮緊盯德國槍手可能躲藏的較高樓層。
蘇聯的戰鬥隊伍也取消直接在街上快速移動的方式，而是挨家挨戶地移動。他們透過連接公寓或地窖間的因爆破而產生的通道（隨後蘇聯軍隊發現德軍棄置的Panzerfaust對這極為有用），從一棟建築一棟到另一棟建築物；其他方法還有在經歷可能於屋頂上的近身戰鬥後，藉由閣樓快速移動。而在某些時候，透過火焰噴射器或手榴彈直接強行破壞側翼的建築，也是一有效的方法；但由於柏林的市民並沒事先撤退，這方法也無可避免會帶來平民的大量傷亡。

### 第一次車臣戰爭

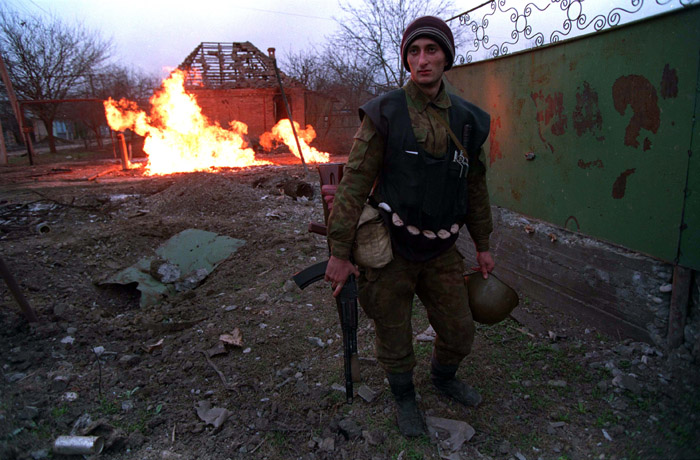
於格羅茲尼之戰中的一名車臣武裝軍士兵。

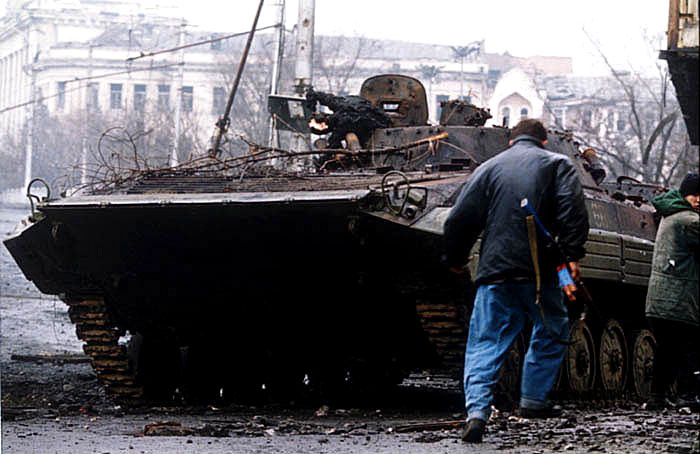
一名車臣反抗軍成員於格羅茲尼的街道上快步奔跑，一旁有一輛遭擊毀的俄羅斯步兵戰車BMP-2被棄置著。

1991年，時任的車臣共和國總統的焦哈爾·杜達耶夫發表了獨立宣言；隔年車臣共和國一分為二，西部的印古什地區宣佈加入俄羅斯聯邦。1993年，除了印古什以外的其他車臣地區再度宣佈獨立。此後，車臣政府大舉壓迫境內的俄羅斯人，導致大量俄羅斯人移出車臣地區。1994年12月11日，鮑里斯·葉爾欽決定依據俄羅斯聯邦憲法第88條，派遣俄羅斯軍隊向車臣發動進攻。俄羅斯計劃自俄羅斯本土直接推進，先掌握車臣首都格羅茲尼的總統府、電台和電視台，最後穩定整個車臣地區，並接管該地的政治權力。
在當時，俄羅斯估計車臣武裝部隊應有10000人左右，相對的俄羅斯則派遣近38萬的大軍進駐，其中除了一般的步兵部隊外，尚有90架直升機、80輛坦克、208輛BMP-2以及182門各式火炮投入該地；部隊的素質則從訓練優良的特戰部隊，到剛結束訓練課程的新兵都有。在戰爭的初期，俄軍以火箭炮和戰鬥機不斷對城內設施進行轟炸。但由於車臣武裝部隊善於匿藏在民居之中，空襲反而是帶來大量平民死亡。1994年12月31日，俄軍的地面部隊開始向格羅茲尼城內進攻，但遭車臣武裝軍的頑強抵抗，在這一夜內便有超過1000俄軍陣亡。
車臣武裝軍早在第一次車臣戰爭爆發前，大部分的車臣武裝軍人員多是接受俄羅斯軍隊的培訓。車臣武裝軍將每10到12人組成一獨立運作的突擊隊伍，不過他們仍要求個隊伍要向總部報告情況。這些隊伍中會有1名的反坦克砲手以及2名的狙擊手，其他人則手持各式槍械。除了正規的武裝軍外，還有約15000的非正規軍加入防禦，這些戰鬥人員分成由15至20人組成的戰鬥團隊，其下又以3到4人組成了基本小隊。一支基本小隊內有反坦克砲手、一個機槍手和狙擊手，其中反坦克砲手通常會裝備有俄製的RPG-7或RPG-18。此外該小隊會依戰鬥的需求，另外安排彈藥補給員和輔助砲手加入。
為了有效殲滅駐守於格羅茲尼的俄羅斯裝甲車輛，車臣武裝軍會同時在地面上部署五到六組的作戰小隊，他們可能躲藏在第二和第三樓層，或者是在地下室整備其裝備並準備埋伏。當俄羅斯車隊前往伏擊區時，狙擊手和機槍手將會牽制前來支援的步兵，而反坦克砲手將瞄準較為脆弱的裝甲車輛頂部、後方和兩側，以有效殲滅整支部隊。 在成攻殲滅俄羅斯的車隊後，這群車臣反抗軍便依靠其對城鎮的熟識，往往又能成功撤出該地。
如在一場戰鬥中，一批俄羅斯軍隊自車臣西方進駐，並没有受任何反抗進入該城。他們向總部回報已達成一項進佔目標，並決定提前達成下一項戰術目標。這些俄羅斯步兵並不知道他們的車隊已經被車臣反抗軍做為目標，當他們抵達下一向做為目的地的火車站時，仍是沒有受到反抗。由於該火車站主要是車臣中央市鎮聯絡西方的重要路線，故俄羅斯軍對被要求對此處進行軍事占領。然而，由於一直沒有遭遇反抗勢力，這群俄羅斯軍隊僅是將裝甲車部署於車站外，象徵性地進行防衛。不久後，自北方政府行政大樓南下的車臣武裝軍包圍了該車站，反抗軍並對車輛發射RPG-7。俄羅斯部隊立刻反擊，但很快彈藥便感到不足。當他們向其他部隊要求支援時，卻因天色變暗為由遭到拒絕。
最初，俄羅斯軍隊對這種戰術感到措手不及。在原本的預想中，其裝甲部隊本來應該是會輕易地占領該地，就如同1956年的匈牙利十月事件中坦克進駐的狀況一樣。但車臣的反抗，反而更讓人聯想到1944年的布達佩斯圍城戰。這些反抗導致俄羅斯部隊在城市的行動陷入癱瘓。在事後許多文章報告中許多俄羅斯的官員指出這有很大的原因在於許多部隊仍尚未完成其訓練，且匆忙組成隊伍所導致的。

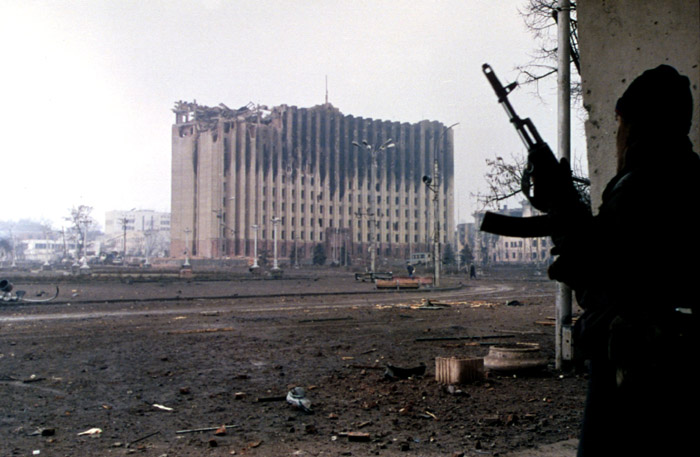
一名車臣武裝軍成員站在總統府行政大樓不遠處停歇，攝於第一次車臣戰爭的車臣首都格羅茲尼。

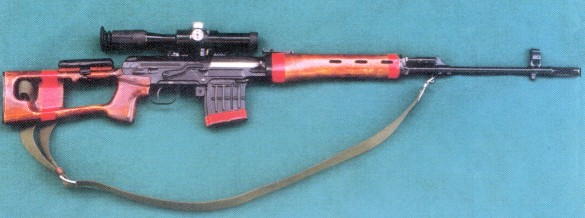
一把SVD狙擊步槍，這款狙擊槍同時被俄羅斯軍方與車臣武裝軍使用著。

面對這一強烈的反抗，俄羅斯如同當時蘇聯軍隊進攻柏林市一樣，下達了臨時指示 ─ 每個於車臣的戰鬥部隊都得部署高射炮（包括ZSU-23-4以及9K22），這也是因為俄羅斯的坦克並沒有足夠的仰角來警戒車臣武裝軍地埋伏及反擊。面對俄羅斯軍隊的高射炮，車臣武裝軍改變戰術，改由五到六組的作戰小隊同時開火來讓高射炮無從射起。俄羅斯軍方也知悉僅單純部屬高射炮難以改變戰局，於是自俄羅斯調來更多的步兵。俄羅斯也開始有系統的通過城鎮，在步兵與裝甲部隊的相互合作下，一步步掃蕩所有可能的房屋。甚至，俄羅斯開始主動地設置自己的伏擊點，接著利用裝甲車隊引誘車臣的戰鬥部隊前來追擊，進而遭到埋伏。 而受到1945年柏林市戰役中，有蘇聯裝甲兵為避免戰車受Panzerfaust的攻擊輕易被破壞，將彈簧床綁於炮塔兩旁的構想，蘇聯軍也為了面對車臣軍的RPG火箭推進榴彈發射器，俄羅斯軍隊立刻以距離裝甲車車體約25到30毫米處，安裝了籠狀的鐵絲網以誘導RPG提早引爆。
此外，雙方對應傳播媒體的策略也有顯著不同。俄羅斯拒絕記者進入採訪俄羅斯士兵，只以開記者會的方式報告戰況；相對的，車臣武裝軍則邀請記者前往採訪，並告訴記者們當地的現況；而許多由當時媒體所攝得的彩色圖像，多是由被車臣武裝軍邀請的記者所拍攝的。隨著時間推移，俄羅斯開始重組車臣的警察，並試圖說服車臣武裝軍放下武器投降。1995年1月15日，擁有重型火炮支援的俄羅斯部隊決定封鎖整個格羅茲尼市，將車臣反抗軍限制於包圍網內。1月19日，俄羅斯軍隊攻占了總統府行政大樓等重要建築。但早在此時，一部份的車臣武裝軍即其物資，便與當地的難民共同退往南部山區。
俄羅斯的援軍在占領格羅茲尼後也陸續趕來，並繼續以空襲方法進佔車臣南部其他鄉鎮。1月24日，俄羅斯當局於車臣組織一個文官政府，並從1月26日時改由其進行掌管。到了2月上旬，俄羅斯軍隊已控制車臣地區近80％以上的城市，但車臣武裝軍及游擊部隊仍不時在夜間的街道上出沒，這導致俄羅斯軍隊不敢於夜間進行移動。到了2月份終，俄羅斯軍隊才將舊車臣共和國的勢力逐出車臣境外。

## 訓練設施

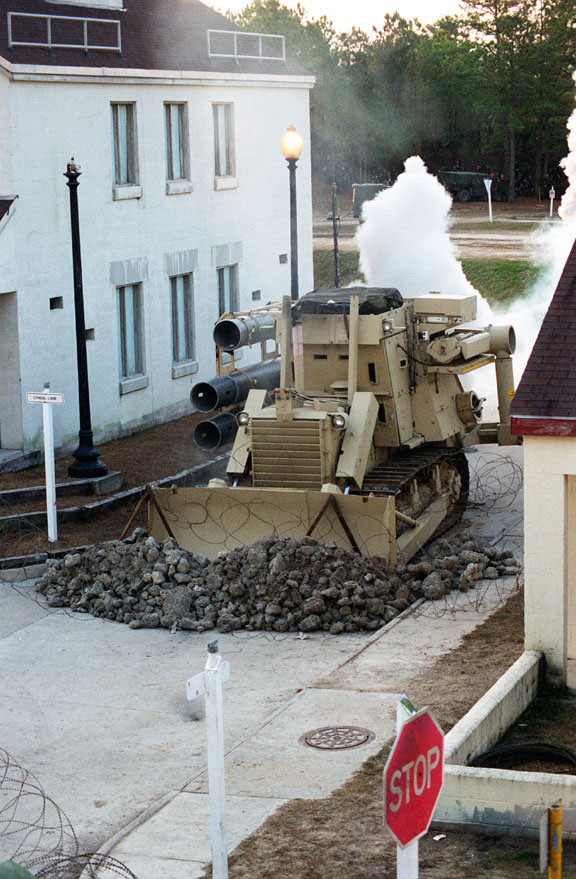
一輛D7G履帶式中型兩棲裝甲推土機（armored bulldozer），正在訓練如何排除路障，攝於1998年1月22日的美國北卡羅萊那州的海軍陸戰隊作戰實驗室。

在實際面臨城鎮戰前，士兵得先通過扎實的訓練，才不會於實戰時因慌亂而錯失攻擊的機會。因此，各國大多打造一座相關訓練設施，並於此培養人才。這些訓練設施必須蓋得堅固，以免在高強度的訓練過程中輕易毀損。
目前在各國與城鎮戰相關的訓練設施中，又以挪威國防軍的瑞納營最為龐大。該訓練設施自2002年開工，在花費近4200萬美金後於2004年完工。整個訓練營由12棟建築組成，並分別模擬了一般住宅、交通車站以及監獄等設施，總樓面面積達4000平方公尺。這些房屋大多是由挪威陸軍工兵營親自測量地基和特別設計，以混凝土所建成的。該訓練設施也有為專門課題所蓋的訓練設備，如在其中便有一棟建築是專門為訓練士兵使用小型炸彈而設計的；而建築也部署成像小鎮一般，甚至在地底還有長140公尺的下水道。
美國陸軍的主要訓練設施位於路易西安納州波克堡。該訓練區總佔地面積約7×8公里，內包含有29棟建築物以小鎮的樣子部署，該小鎮是以第三世界的小鎮形象為範本建成。此外，該訓練設施還能模擬機場、八層樓大樓以及軍事基地等五種特殊建築設施。
英國陸軍方面，他們也建築了一座名為「德國村」（Tysk landsby）的訓練設施。這棟訓練設施始建於1986年，建有近80棟的建築物，以及2000間的各式模擬房間。由於該訓練設施是於冷戰時期建築，由於當時英軍預期一旦不幸開戰時，英國即有可能要馬上前往增援西德，故這些建築物多為德國地區的長件建築形式。近年來，由於冷戰的威脅已經消失，這些建築透過更換路牌標誌以及部份重新裝橫整修，改成近似於南斯拉夫當地的村莊形式。

## 城鎮戰的武器

### 基本單兵武器

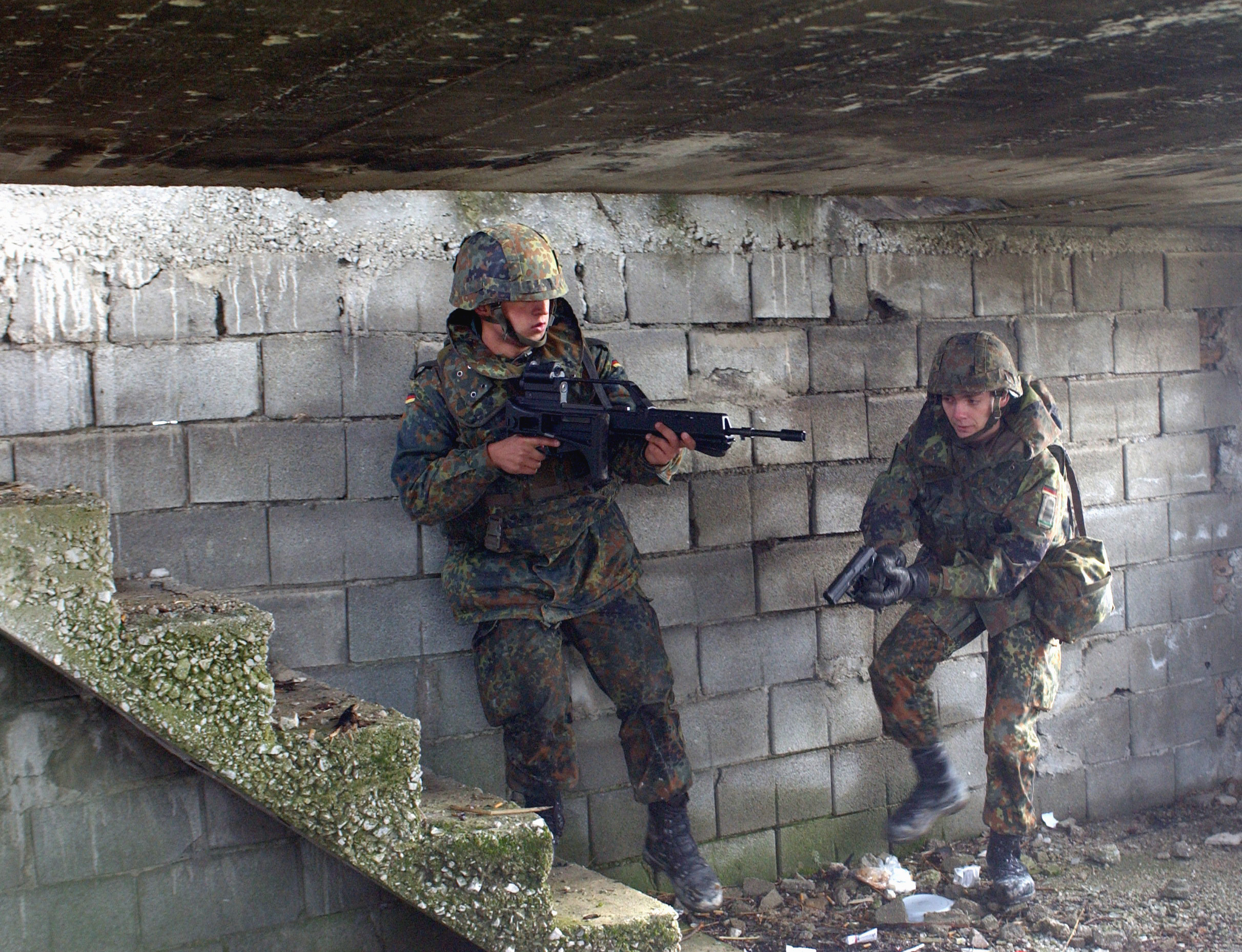
德軍第二加強步兵連的士兵正搜查一座建築物。他們用分別使用HK G36突擊步槍（值得注意的是，因為在狹窄的室內環境，該槍托已經被摺疊起來）以及HK P8手槍。

對於一個城鎮戰的主要使用武器，有各式各樣的基本要求：
- 對近距離的目標與移動中的目標仍擁有較高的命中率。
- 有優秀的阻擋力，來阻止於附近中彈的敵人試圖做出其他反擊的舉動。
- 在密閉空間內擁有良好的操控性，以便能快速掃蕩敵人。而當一隻手正進行其他動作時（例如開門），能單手操作的武器便有一定的優勢。

在過去城鎮戰中，軍隊大多是以手槍、衝鋒槍、手榴彈等武器來應戰。到了今日，一些稍做修改的突擊步槍（如HK G36突擊步槍、M4卡賓槍等）也被用於城鎮戰的槍枝行列。尤其是衝鋒槍及後來盛行的突擊步槍，能在遭遇敵人時提供儘管持續時間較短但於近距離時極為強大的火力，因此廣受士兵的青睞。
在二次大戰期間，士兵仍多是使用子彈僅有5到8發的手動槍機步槍，使用這些步槍的士兵往往在城鎮戰中較為不利；這是因為當使用手動槍機換子彈時，所需時間極為費時，這對連射的槍械便是一大機會。但為了於狹窄的環境下方便應戰，這些槍枝往往採用如HK G36突擊步槍的折疊式槍托，或者是M4卡賓槍的伸縮式槍托。

### 支援武器
機槍十分適合用於空地和街道上，利用綿密的火網來壓制對方火力點或掩護己方進攻；而當機槍有效地使用時，可以透過封鎖街道的方式，有效讓敵方部隊間彼此孤立。除了攻擊有生目標之外，機槍也可以射擊其他無裝甲防護或薄裝甲防護的目標。但相對的，機槍的強大火力以及重量，並不適合士兵拿來攻堅建築物。
其他專門提供火力支援的武器還有榴彈發射器或肩射式火箭推進榴彈（包括有FGM-148標槍飛彈、M72 Law、鐵拳三型、RPG-7等）等，在城鎮戰中往往是遭埋伏時，提供立即的火力支援。早期的一些城鎮戰中還會使用火焰噴射器，但到了今日這類武器已逐漸被其他槍械取代。

### 工具
一些工具是為了協助士兵於城鎮中順利作戰而使用的。如斧頭、撬棍、破門槌、繩梯、飛錨、炸藥等，這些讓士兵有多種選項進入房屋。而煙霧彈、閃光彈這類武器，在攻擊與移動時提供掩護。當軍隊決定與敵方在下水道近身肉搏時，往往得攜帶氣體偵測器，這是因為下水道中極有可能有毒氣的出現。而防守時，還可使用殺傷人員地雷以及帶刺鐵絲網協助防禦；而在某些時候，這些也可拿來強迫隊伍轉向，引導其進入伏擊點並殲滅之。除了地雷外，也可利用手榴彈製作擁有類似功能的詭雷。

### 其他武器
迫擊砲常於城鎮戰中提供間接的火力支援，它的炮彈能製造炸彈碎片、爆炸，並能另外引起火災、煙霧、氣體或眩光等。此外，自RPG-7火箭彈頭延伸的燃料空氣炸彈也被廣泛的使用著，這種炸彈利用高揮發性燃料浮質與空氣混合，在目標區引燃產生爆炸，同時大量消耗空氣中之氧氣，造成爆炸區短暫缺氧狀態。由於混和物是氣態物質，因此其影響能輕易穿透建築物，而它所製造的壓力差和高溫也對建築物內的人員有所影響。
炸藥、手榴彈和其他間接射擊武器在城鎮戰中有了重要的地位，一方面它們故障的機率極為的低，另一方面它們使射手可以不用面對敵方的直射火力，卻仍能提供一定的殺傷力。擁有雷管的炸藥除了拿來作為殺傷敵人的武器外，對於要從建築物中開出通道時也十分有效。其他做法還有直接破壞建築、橋樑、燃料庫等，來避免敵軍使用之；以及炸毀重型車輛的車軸，來阻擋敵人的行徑，逼使他們得一一清除之。
在近身肉搏戰上，士兵除了空手搏鬥外，往往軍隊會提供其戰壕刀或者格鬥刀等武器。
即便在使用上存在重大爭議以及嚴重政治後果，嚴格來說核武具備短時間大量摧毀建築物跟消滅城市內部人口與防禦工事的能力，同時製造其他敵對城市內守備方極其巨大的心理壓力，避免己方正面進攻所需遭遇大量小規模戰鬥的傷亡，也可以算是一種城鎮戰的武器。美國在二戰末期對日本廣島與長崎兩大都市使用核彈的一個重要原因即為了避免登陸日本所必須面對的大量城鎮戰傷亡。

### 車輛

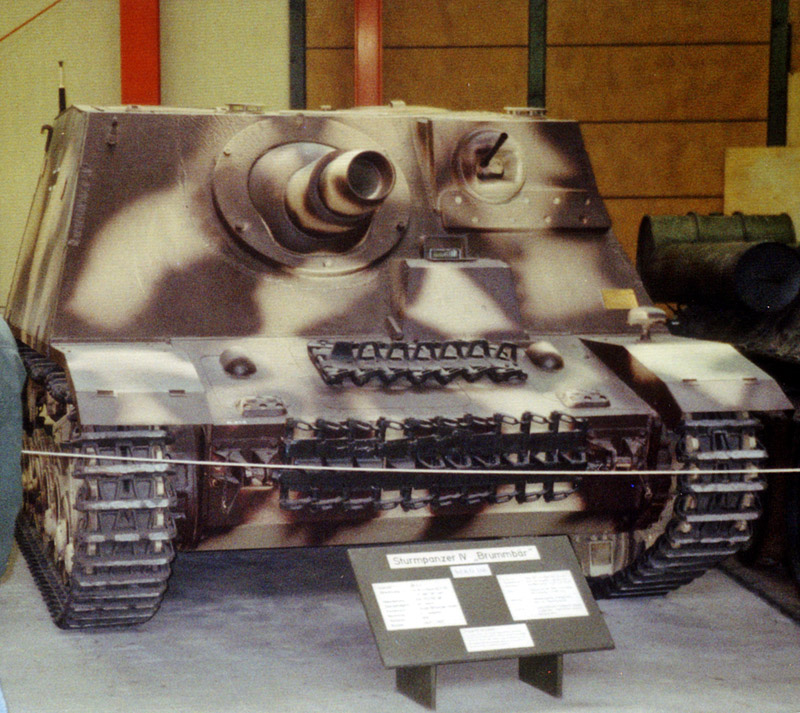
灰熊式突擊砲。

二戰期間，德國把一些車輛的原始設計進行修改，製造出許多提供步兵火力支援的戰鬥車輛。其中第一輛便是在以三號坦克的底盤作為基礎，加裝75公厘步兵炮的三號突擊炮。1942年，這些戰鬥車輛被大量用於德蘇戰爭中，包括在史達林格勒戰役中。1943年之後，陸續又有以四號戰車的底盤為基礎所製造出來的灰熊式突擊砲，以及以虎I戰車的底盤作為基礎的突擊虎式。這些被稱做「突擊炮」的裝甲載具，儘管能以使用錐形裝藥技術的彈藥穿透裝甲，但它最大的功用仍是以炸藥擊毀對所掩護部隊的威脅，包括能掩護敵軍步槍手及機槍手的石製或混擬土製掩體。
1965年到2000年時，美軍曾使用一部份自M60A1戰車改裝的M728戰鬥工程車。該車除了裝設一門英國皇家兵工廠生產的L9A1 165公厘爆破炮（美軍制號M135），亦擁有A型吊架和絞盤在炮塔前方。車體前方另裝有M9推土鏟；有時會依任務需求，於推土鏟前另外再裝除雷犛。M728戰鬥工程車除了能清除路障外，也可以拿來對付有威脅性的建築掩體。
除了裝甲戰鬥車輛外，早在20世紀60年代十，以色列已經開始將經改裝的推土機投入城鎮戰中。近年來，裝甲推土機時常用於前線，軍隊經常使用這些車輛來清除路障和推毀房子。除了以色列外，美國陸軍也購買了類似裝甲推土機投入伊拉克戰爭中，並參考以色列過去的經驗分配其任務，例如推毀內可能藏有狙擊手的建築物。

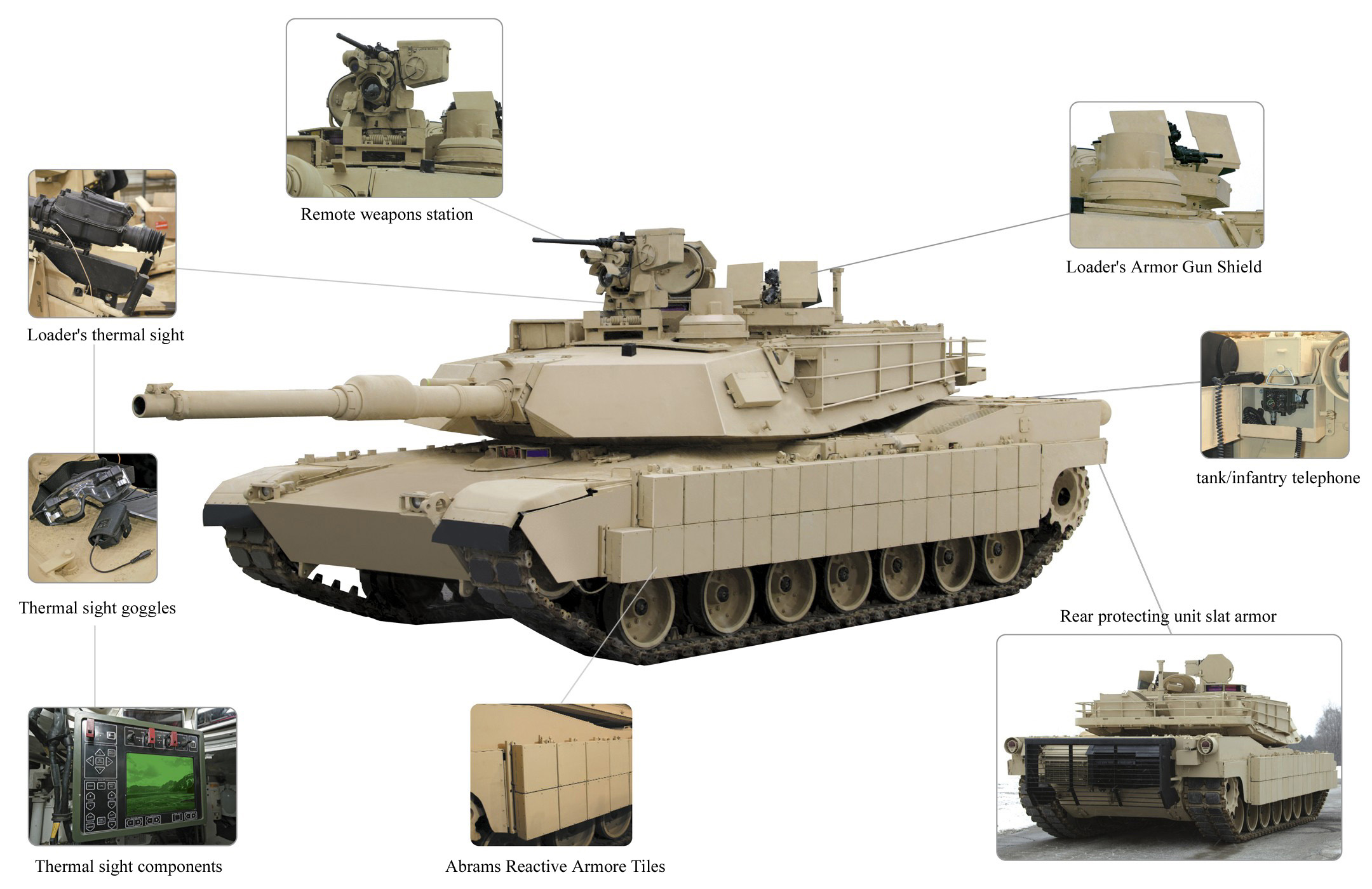
為了適應城鎮戰的戰鬥，美軍透過附加套件將其M1A2升級至M1A2 TUSK。

到了今日，城鎮戰也不在只是由步兵擔當主角，而是另外結合了步兵戰車和主力戰車、火砲和空中力量的聯合兵種作戰才是戰勝敵人的基本戰術。然而，無論是坦克和步兵戰車也很難在人口密集的地區活動。敵人的士兵只要使用反坦克武器攻擊坦克脆弱處，包括後面和頂部較薄的裝甲。為了應付這些一擊便可能喪失戰鬥能力的埋伏，這些裝甲車輛也開始強化其裝甲以及火炮能力。如美國依據其在伊拉克的經驗，為M1艾布蘭主力戰車開發出一種專門為城鎮戰的強化元件 ─ TUSK（Tank Urban Survival Kit）。為了對抗單兵攜帶式反戰車武器發射錐形裝藥彈，因此在裝甲比較脆弱的部分加強防禦，例如在側裙加上爆炸反應裝甲及在車體後部加上柵欄，透過這些防禦措施來使錐形裝藥彈「提前」引爆。另外於砲塔上的車長使用12.7毫米重機槍上加了遙控操作設備，使其能於艙門關閉的狀況下射擊；裝填手使用的7.62毫米機槍，則是加上具有夜視瞄準儀的防護盾。此外，戰車另安裝了車上電話，讓車外的步兵透過電話與車內人員通話。這些改良加大了M1艾布蘭在近戰中的存活性，這些性能限定的M1A2還出口到科威特、沙烏地阿拉伯，而改良過的M1A1則出口到埃及和澳洲。
總的來說，裝甲車輛在城鎮戰可以提供步兵一個活動掩體，以及裝備步兵不能攜帶的大型火炮跟光學偵測設備，可以協助步兵單位破壞敵方藏匿的建築物或是提前發現遠處埋伏的敵軍，具備有看得遠以及打得狠的優勢，妥善的步戰偕同作戰可以收到互相掩護支援的效果，因此裝甲車輛在城鎮戰中的地位至關重要。

## 21世紀的城鎮戰

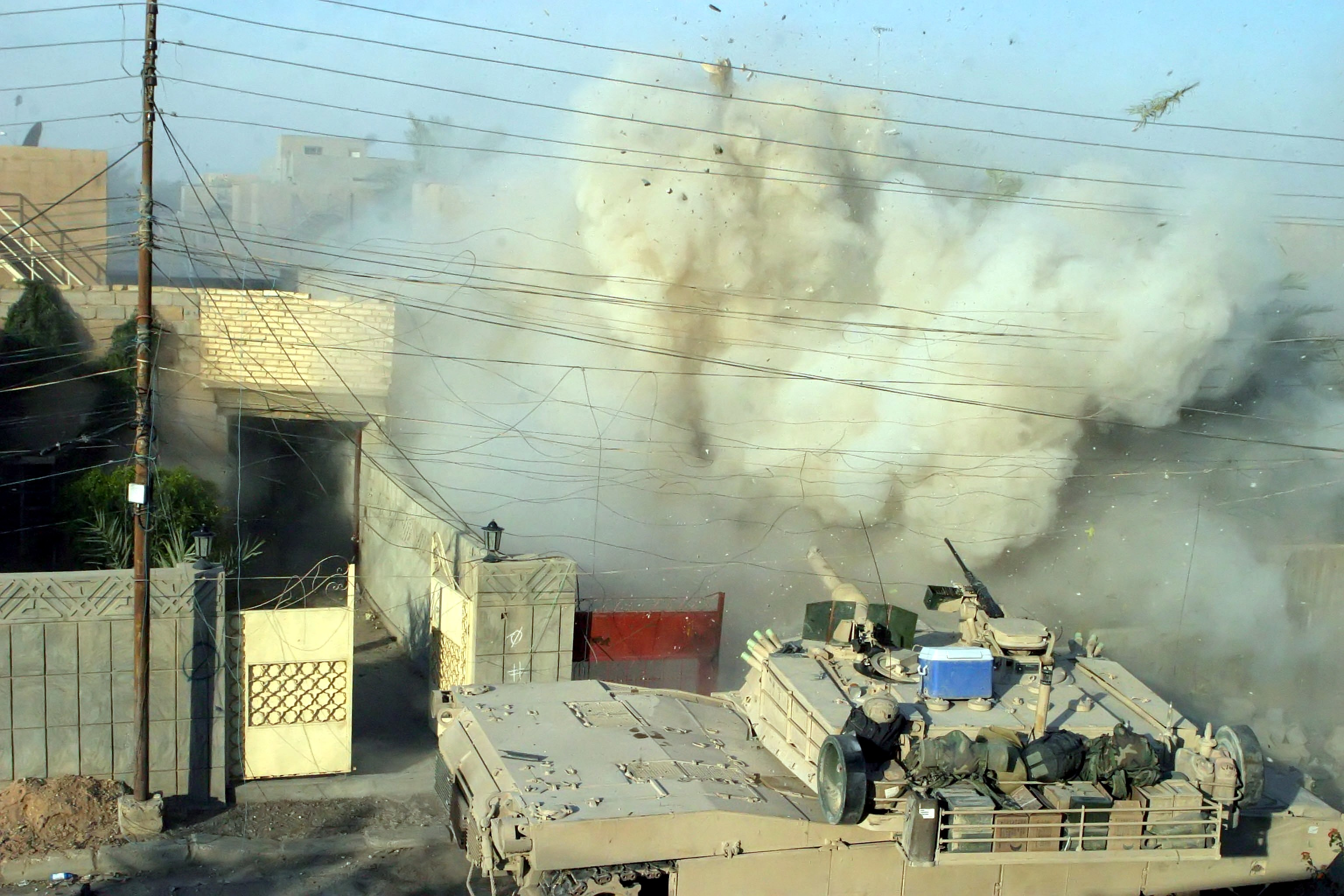
美國海軍陸戰隊第2坦克營的M1艾布蘭主力戰車正對一棟建築射擊，以掩護一支剛遭伊拉克反抗勢力伏擊的自家軍隊，攝於2004年的伊拉克安巴爾省費盧傑。

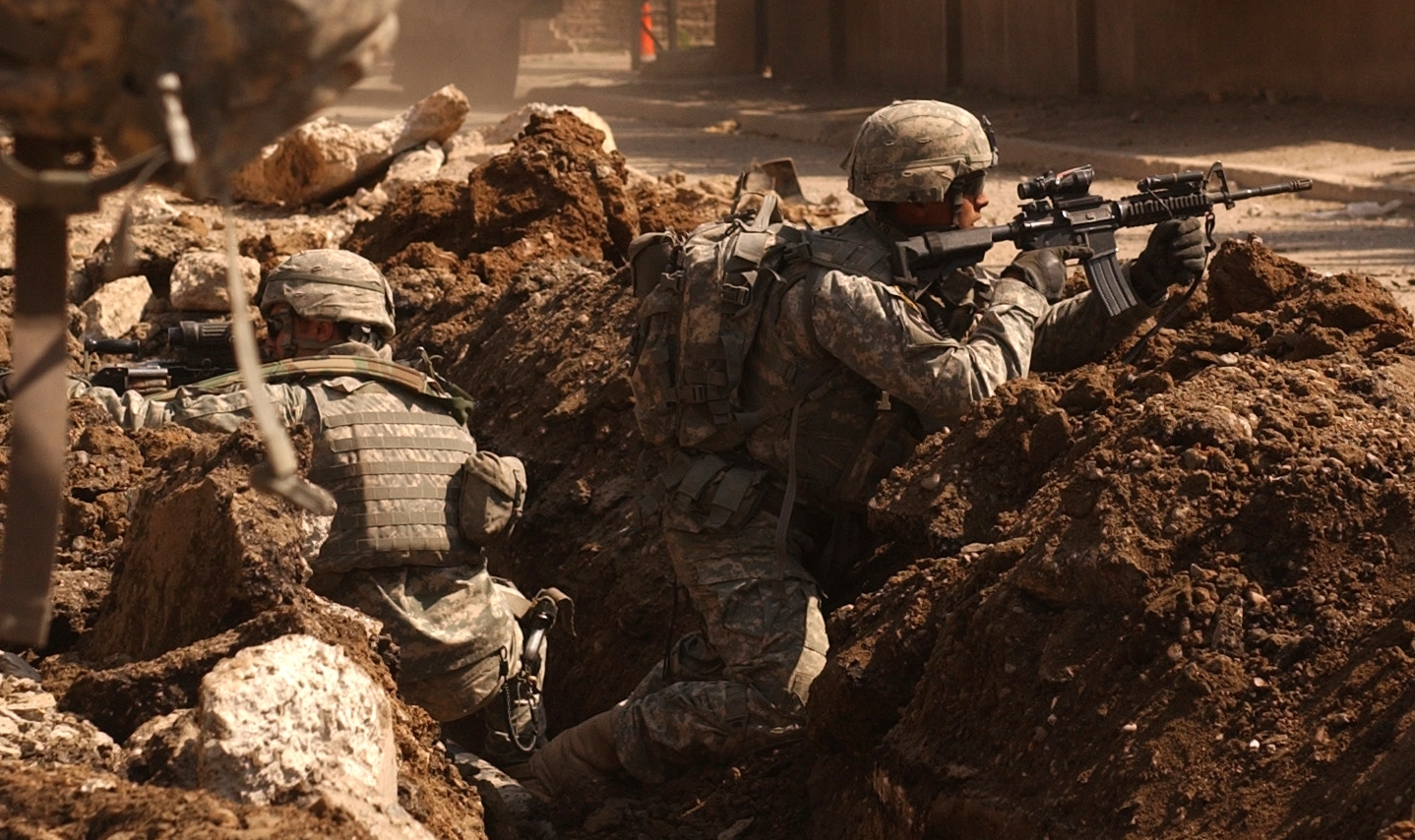
美軍第2步兵師士兵在巴格達內與遊擊隊交火，攝於2007年3月27日。

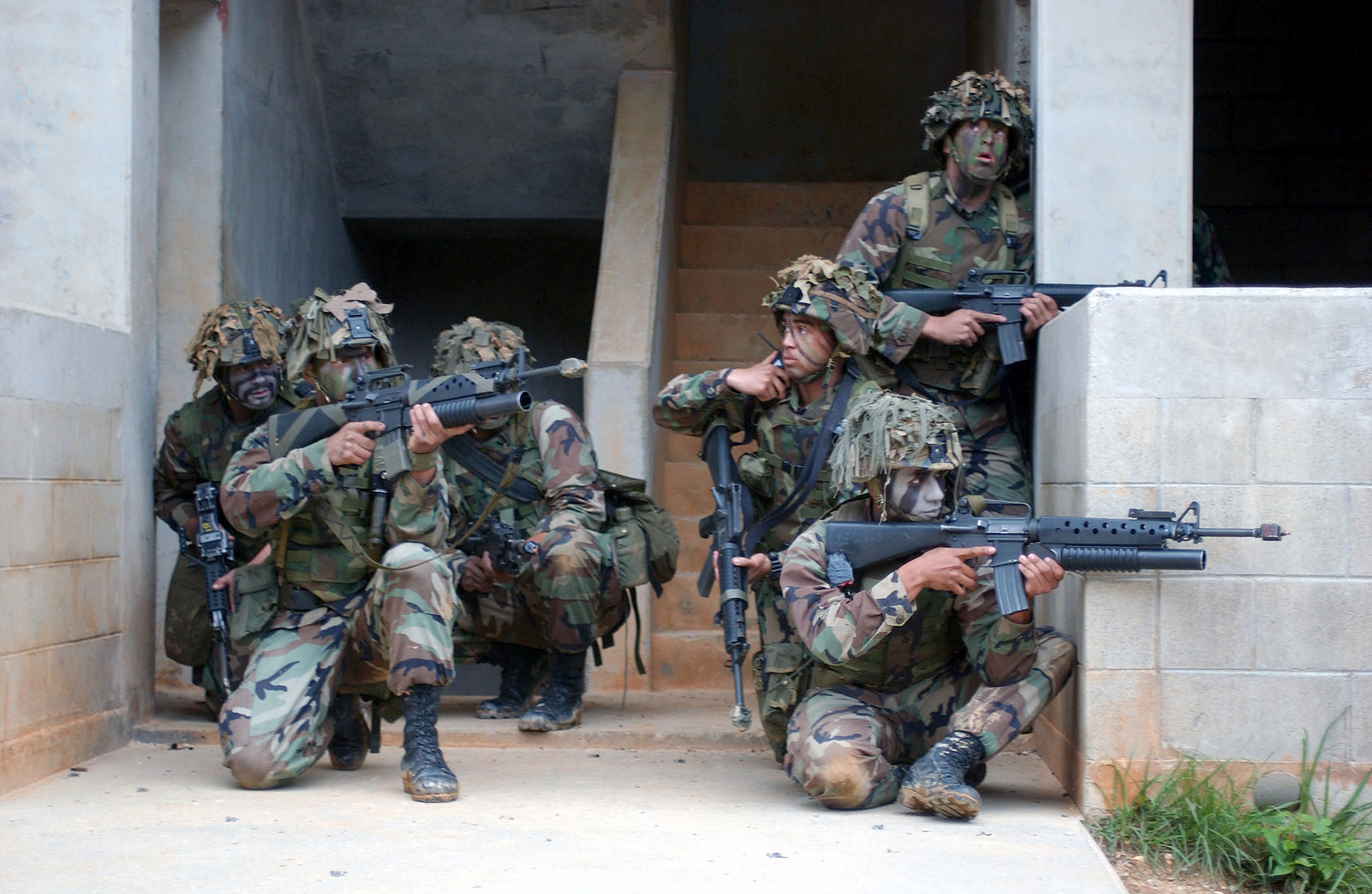
在作戰訓練中心進行城鎮戰訓練的美國海軍陸戰隊士兵，他們手上皆持有M16A2突擊步槍，攝於2002年4月10日。

由於全球普遍的城市化以及都會城市的擴大，同時已有一大部分的人是居住於城市地區，尤其是在經濟正快速起飛或已十分發達的城鎮中。對此，未來的戰爭將會經常出現在城鎮之間，这意味着城鎮战不但無法避免，還将成为很重要作战行動模式。在未來，城鎮戰的成敗將很大成為左右整場戰爭成敗的因素。城鎮戰也漸漸成為一重要的戰術，甚至有其專門的學說出現。
在21世紀的阿富汗戰爭、伊拉克戰爭中，美軍首次將高科技帶入巷戰中的成功作戰。美軍設計出針對城鎮戰的高科技武器與產品，讓原本會使進攻部隊面臨死傷慘重的局面改變，將傷亡風險降至最低。如進攻部隊透过侦察卫星監視、无人侦察机和各种电子传感器对军事目标进行全时监控，使敵方无法如同過去安全地藏身於城鎮中；而利用反狙击手和机器人技术，對付原將面對的各種風險與陷阱。此外，美軍於其戰鬥準則中指示搜寻藏匿在建筑中的敵方狙击手，並在发起攻击行動前殲滅之。而單兵作戰的裝備與防護得到改進，使巷戰內的步兵作戰得到快速且傷亡低的優勢挺進。
新的装甲防护技术，也使得裝甲部隊能够进入城区進行有效作战。原本對地毯式轟炸有顧慮的火砲和空襲，在投入高科技的精準定位，便能使用精確制導武器轟炸敵方目標，將有效準確的利用轟炸優勢打敗防守城鎮的敵方部隊，同時降低對無辜平民的波及。如在阿富汗戰爭、伊拉克戰爭這兩場戰爭中，美軍便使用聯合直接攻擊彈藥得到十分有效的作用和效果。
除了美軍外，另一個對城鎮戰經驗豐富的軍隊當屬以色列國防軍。以色列國防軍在黎巴嫩的軍事行動，為其帶來許多經驗與心得。同樣的，以色列為應付日趨頻繁的城鎮戰的情景，其軍事技術發展的也多以此為基本條件。如使用經大幅改進的感應器、增加使用無人駕駛飛機的使用等。同時也對大型的坦克和輪型裝甲車輛搭配合適的裝甲以及火力，以應付瞬息萬變的城鎮戰戰場。
此外，在成攻管控該城市之後的管理工作，也成了另一個嚴肅的課題。最明顯的例子為伊拉克戰爭後，薩達姆政府倒台後對伊拉克實施軍事佔領。但儘管戰後美國不斷草擬計劃重建伊拉克，包括把大量重建計劃交給美國各財團，同時委任當地人任臨時政府官員。但由於當地不少派別的政治組織並不支持美國，其重建計畫並沒按照美軍的規畫順利進行。更甚者，針對美英的軍事佔領而進行的伊拉克遊擊戰反而不斷發生。這些由伊拉克各地反抗軍、共和國衛隊以及民兵，造成美軍的慘重傷亡，如在2006年12月31日時，美軍在伊拉克死亡的人數已達3000人。

## 外部連結
- （英文）BLACK HAWK DOWN ─ A STORY OF MODERN WAR
- （英文）COMBINED ARMS OPERATIONS IN URBAN TERRAIN （页面存档备份，存于）
- （英文）Handbook for Joint Urban Operations （页面存档备份，存于）
- （英文）Urban Operations: An Historical Casebook （页面存档备份，存于）
- （法文）Géographie de la ville en guerre （页面存档备份，存于）
- （西班牙文）Guerra de Guerilla Urbana （页面存档备份，存于）
- （西班牙文）La Guerra Urbana （页面存档备份，存于）
- （挪威文）Byggfakta SIBO